# (16714) Arndt
(16714) Arndt (1995 SM54) – planetoida z pasa głównego asteroid okrążająca Słońce w ciągu 4,84 lat w średniej odległości 2,86 j.a. Odkryta 21 września 1995 roku.